# Iglesia de San Agustín (Almería)
La iglesia de San Agustín o de los Franciscanos es un templo cristiano adscrito a la Iglesia católica y situado en Almería (Comunidad Autónoma de Andalucía, España).

## Historia y descripción
El edificio fue mandado construir en 1931 por miembros de la Orden Franciscana provenientes de la vecina ciudad de Murcia, llegados para tomar el testigo de los expulsados por la Desamortización. Las obras finalizaron en 1936, ya comenzada la guerra civil española.
Durante la guerra civil española fue utilizado como refugio para protección de la población civil durante los ataques aéreos que sufría la ciudad.
El edificio es de estilo neobarroco y alberga las imágenes de la Hermandad del Silencio, la cual tiene su sede canónica en esta iglesia desde su fundación en 1946. Estas son: el misterio del Cristo de la Redención en su sagrado descendimiento, obra de Eduardo Espinosa Cuadros realizado entre 1946 y 1948, y una Virgen del Consuelo de Antonio Castillo Lastrucci de 1946, las cuales procesionan cada noche de Jueves Santo. En las capillas de San Agustín también pueden encontrarse tres misterios de Federico Coullaut-Valera: Jesús atado a la columna junto a un sayón romano, el Cristo del Camino ayudado a portar la cruz por Simón de Cirene y Jesús de la Oración en el Huerto junto al ángel confortador, todas de principios de los 60, que se unieron al cortejo de la hermandad en esos años, procesionando por última vez en 1999. También se alberga un crucificado bajo la advocación del Cristo de la Agonía que únicamente procesionó en 1967 con la hermandad y que ya era propiedad de la parroquia.
Otras obras de relevancia en la iglesia son: 
Una bella virgen del tránsito, talla policromada de gran calidad artística, siendo de escuela napolitana y fechable en el siglo XVIII.
Una talla policromada de San Francisco de Asís, obra barroca de escuela granadina, del siglo XVIII atribuida a Diego de Mora.
Un óleo sobre lienzo que representa a San Francisco recibiendo los estigmas,  de gran calidad artística y de estilo tenebrista, del siglo XVII y de autor anónimo.